# Gouttières, Eure
 Gouttières  là một xã thuộc tỉnh Eure trong vùng Normandie miền bắc nước Pháp.